# 宮城県道134号愛子停車場線
宮城県道134号愛子停車場線（みやぎけんどう134ごう あやしていしゃじょうせん）は、宮城県仙台市青葉区のJR仙山線愛子駅と国道457号を結ぶ一般県道である。全線片側2車線。

## 路線概要
- 起点：愛子駅
- 終点：仙台市青葉区愛子中央1丁目（国道457号交点）
- 延長：0.1 km

## 通過する自治体
- 宮城県
  - 仙台市青葉区

## 接続する道路
- 国道457号（仙台市青葉区）
- 宮城県道132号秋保温泉愛子線

## 道路の通称・愛称
- 愛子駅前大通り[1]（仙台市青葉区愛子中央）

## 周辺
- 愛子駅